# A Scooby-Doo, a kölyökkutya epizódjainak listája
Ez a lista a Scooby-Doo, a kölyökkutya című sorozat epizódjainak felsorolását tartalmazza. A címek a Turnertől származnak.

## Évados áttekintés
| Évad | Évad | Epizódok | Eredeti sugárzás     | Eredeti sugárzás    | Magyar sugárzás   | Magyar sugárzás   |
| Évad | Évad | Epizódok | Évadpremier          | Évadfinálé          | Évadpremier       | Évadfinálé        |
| ---- | ---- | -------- | -------------------- | ------------------- | ----------------- | ----------------- |
|      | 1    | 13       | 1988. szeptember 10. | 1988. december 10.  | 2012. március 1.  | 2012. március 16. |
|      | 2    | 8        | 1989. szeptember 9.  | 1989. november 4.   | 2012. március 19. | 2012. március 28. |
|      | 3    | 3        | 1990. szeptember 8.  | 1990. november 3.   | 2012. március 29. | 2012. április 2.  |
|      | 4    | 3        | 1991. augusztus 3.   | 1991. augusztus 17. | 2012. április 3.  | 2012. április 5.  |

## 1. évad
| #   | Eredeti cím                              | Magyar cím                    | Eredeti premier      | Magyar premier          |
| --- | ---------------------------------------- | ----------------------------- | -------------------- | ----------------------- |
| 1.  | A Bicycle Built for Boo!                 | Bringás borzongás             | 1988. szeptember 10. | 2012. március 1.        |
| 2.  | The Sludge Monster from the Earth's Core | Rémség a mélységből           | 1988. szeptember 17. | 2012. március 2.        |
| 3.  | The Schnook Who Took My Comic Book       | Különösen kelendő képregények | 1988. szeptember 24. | 2012. március 5.        |
| 4.  | Wanted Cheddar Alive                     | A körözött sajtkörözött       | 1988. október 1.     | 2012. március 6.        |
| 5.  | For Letter or Worse                      | Betűz, vagy letűz             | 1988. október 8.     | 2012. március 7.        |
| 6.  | The Babysitter from Beyond               | Túlvilági bébicsősz           | 1988. október 15.    | 2012. március 8.        |
| 7.  | Now Museum, Now You Don't                | Hol volt, Holnemvolt?         | 1988. október 22.    | 2012. március 9.        |
| 8.  | Snow Place Like Home                     | Ott, hol rémes otthon         | 1988. október 29.    | 2012. március 12.       |
| 9.  | Scooby Dude                              | Nem jelent meg magyarul       | 1988. november 5.    | Nem jelent meg magyarul |
| 10. | Ghost Who's Coming to Dinner             | Szellemetlen lakótársak       | 1988. november 12.   | 2012. március 13.       |
| 11. | The Story Stick                          | Totál álca totempálca         | 1988. november 19.   | 2012. március 14.       |
| 12. | Robopup                                  | Kütyükutya                    | 1988. december 3.    | 2012. március 15.       |
| 13. | Lights...Camera...Monster                | Valami bűzlik Pláziában       | 1988. december 10.   | 2012. március 16.       |

## 2. évad
| #  | Eredeti cím                  | Magyar cím                   | Eredeti premier      | Magyar premier    |
| -- | ---------------------------- | ---------------------------- | -------------------- | ----------------- |
| 1. | Curse of the Collar          | A nyakörv átka               | 1989. szeptember 9.  | 2012. március 19. |
| 2. | The Return of Commander Cool | Cidri kapitány visszatér     | 1989. szeptember 16. | 2012. március 20. |
| 3. | The Spirit of Rock'n Roll    | A Roggyant Roll szelleme     | 1989. szeptember 23. | 2012. március 21. |
| 4. | Chickenstein Lives           | Csirkenstein él!             | 1989. szeptember 30. | 2012. március 22. |
| 5. | Night of the Living Burger   | A húsvér burger éjszakája    | 1989. október 14.    | 2012. március 23. |
| 6. | The Computer Walks Among Us  | A kompjúterek köztünk járnak | 1989. október 21.    | 2012. március 26. |
| 7. | Dog Gone Scooby              | Kóborkutya Scooby            | 1989. október 28.    | 2012. március 27. |
| 8. | Terror, Thy Name is Zombo    | Ó, terror, Zombo a neved     | 1989. november 4.    | 2012. március 28. |

## 3. évad
| #  | Eredeti cím                      | Magyar cím                | Eredeti premier     | Magyar premier    |
| -- | -------------------------------- | ------------------------- | ------------------- | ----------------- |
| 1. | Night of the Boogey Biker        | A mocis mumus éjszakája   | 1990. szeptember 8. | 2012. március 29. |
| 1. | Dawn of the Spooky Shuttle Scare | A zűrutazás hajnalán      | 1990. szeptember 8. | 2012. március 29. |
| 2. | Horror of the Haunted Hairpiece  | A gonosz hajtincs haragja | 1990. október 6.    | 2012. március 30. |
| 3. | Wrestle Maniacs                  | Marha jó pankráció        | 1990. november 3.   | 2012. április 2.  |

## 4. évad
| #  | Eredeti cím                  | Magyar cím                | Eredeti premier     | Magyar premier   |
| -- | ---------------------------- | ------------------------- | ------------------- | ---------------- |
| 1. | The Were-Doo of Doo Manor    | Scooby-rtok Doo-háborítás | 1991. augusztus 3.  | 2012. április 3. |
| 2. | Catcher on the Sly           | Sintér sunnyogás          | 1991. augusztus 10. | 2012. április 4. |
| 2. | The Ghost of Mrs. Shusham    | Nagy írók nagy szelleme   | 1991. augusztus 10. | 2012. április 4. |
| 2. | The Wrath of Waitro          | Ha lesújt főúr haragja    | 1991. augusztus 10. | 2012. április 4. |
| 3. | Mayhem of the Moving Mollusk | Súlyos puhatesti sértés   | 1991. augusztus 17. | 2012. április 5. |